# Резидентське сільське поселення
Резиде́нтське сільське поселення (рос. Резидентское сельское поселение) — сільське поселення у складі Охотського району Хабаровського краю Росії.
Адміністративний центр та єдиний населений пункт — село Резиденція.

## Історія
2014 року був ліквідований населений пункт Кирпичний.

## Населення
Населення сільського поселення становить 59 осіб (2019; 123 у 2010, 224 у 2002).

## Склад
До складу сільського поселення входять:
| Населений пункт   | Населення, осіб (2002) | Населення, осіб (2010) |
| ----------------- | ---------------------- | ---------------------- |
| Кирпичний, селище | 3                      | 2                      |
| Резиденція, село  | 221                    | 121                    |